# Moneta longicauda
Moneta longicauda là một loài nhện trong họ Theridiidae.
Loài này thuộc chi Moneta. Moneta longicauda được Eugène Simon miêu tả năm 1908.